# Mesochorus anhalthinus
Mesochorus anhalthinus là một loài tò vò trong họ Ichneumonidae.